# La Bâtie-Rolland
La Bâtie-Rolland é uma comuna francesa na região administrativa de Auvérnia-Ródano-Alpes, no departamento de Drôme. Estende-se por uma área de 8,33 km². Em 2010 a comuna tinha 1 053 habitantes (densidade: 126,4 hab./km²).